# ماتریس خودوارون
در ریاضیات، ماتریس خودوارون (به انگلیسی: Involutory Matrix)، یک ماتریس مربعی است که معکوس خودش است. ماتریسی همچون ماتریس A خودوارون و دارای خاصیت پیچش است اگر و تنها اگر {\displaystyle A^{2}=I}.
ماتریس‌های خودوارون همگی جذرهای ماتریس همانی هستند. این امر بدیهی است زیرا هر ماتریس وارون‌پذیر ضرب در معکوسش برابر با ماتریس همانی است.

## مثال‌ها
ماتریس‌های ۲×۲ با مقادیر حقیقی {\displaystyle {\begin{pmatrix}a&b\\c&-a\end{pmatrix}}} خودوارون است مشروط بر اینکه {\displaystyle a^{2}+bc=1.}
ماتریس‌های پاولی در M(2,C) خودروارون هستند:{\displaystyle {\begin{aligned}\sigma _{1}=\sigma _{x}&={\begin{pmatrix}0&1\\1&0\end{pmatrix}},\\\sigma _{2}=\sigma _{y}&={\begin{pmatrix}0&-i\\i&0\end{pmatrix}},\\\sigma _{3}=\sigma _{z}&={\begin{pmatrix}1&0\\0&-1\end{pmatrix}}.\end{aligned}}}چند نمونه ساده از ماتریس‌های غیرارادی در زیر نشان داده شده‌است.{\displaystyle {\begin{array}{cc}\mathbf {I} ={\begin{pmatrix}1&0&0\\0&1&0\\0&0&1\end{pmatrix}};&\mathbf {I} ^{-1}={\begin{pmatrix}1&0&0\\0&1&0\\0&0&1\end{pmatrix}}\\\\\mathbf {R} ={\begin{pmatrix}1&0&0\\0&0&1\\0&1&0\end{pmatrix}};&\mathbf {R} ^{-1}={\begin{pmatrix}1&0&0\\0&0&1\\0&1&0\end{pmatrix}}\\\\\mathbf {S} ={\begin{pmatrix}+1&0&0\\0&-1&0\\0&0&-1\end{pmatrix}};&\mathbf {S} ^{-1}={\begin{pmatrix}+1&0&0\\0&-1&0\\0&0&-1\end{pmatrix}}\\\end{array}}}